# Jörg Daniel
Jörg Daniel (* 9. Juli 1951 in Hagen) ist ein ehemaliger deutscher Fußballspieler und derzeitiger Fußballtrainer beim Deutschen Fußball-Bund. Als Torwart bestritt er 112 Bundesligaspiele für Fortuna Düsseldorf und gewann mit der Mannschaft zweimal den DFB-Pokal.

## Leben
Jörg Daniel begann seine Fußball-Laufbahn beim Herringer SV und errang seinen ersten Erfolg 1969, als er deutscher A-Jugendmeister mit dem VfL Bochum wurde. Von dort wechselte er 1971 in die Regionalliga West (der damaligen 2. Spielklasse) zu Alemannia Aachen, wo er zwei Jahre lang Ersatz-Torwart war. Um sich auf seine Ausbildung zum Diplom-Sportlehrer konzentrieren zu können, ließ er sich 1972 reamateurisieren, ging zum Verbandsligisten SG Eschweiler und absolvierte neben dem Fußball ein Sportstudium an der Sporthochschule Köln.
1974 wechselte er in die neu gegründete 2. Liga zum SC Fortuna Köln, kam dort aber als zweiter Mann hinter Wolfgang Fahrian wiederum nur selten zum Einsatz. Für die Spielzeit 1975/76 wurde er an Union Solingen ausgeliehen, zeigte dort gute Leistungen und wurde daraufhin 1976 vom damaligen Bundesligisten Fortuna Düsseldorf in die Mannschaft geholt. 1977, nach einer Verletzung des bisherigen Stammtorwarts Wilfried Woyke, wurde Jörg Daniel dann die Nummer 1 im Tor der Düsseldorfer. Er spielte vier Jahre für die Fortuna, in denen er seine größten Erfolge als Spieler feiern konnte:
- 1978: DFB-Pokalfinale, 0:2 vs. Köln
- 1979: Endspiel Europapokal der Pokalsieger, 3:4 n. V. vs. Barcelona
- 1979: DFB-Pokalsieger, 1:0 n. V. vs. Hertha BSC
- 1980: DFB-Pokalsieger, 2:1 vs. Köln

1981 lief Daniels Vertrag bei Fortuna Düsseldorf aus und wurde aufgrund seiner zuletzt wechselhaften Leistungen nicht mehr verlängert. Da sich kein neuer Profi-Verein fand, beendete Jörg Daniel seine aktive Laufbahn. Er schloss sein Studium an der Sporthochschule erfolgreich ab und ergänzte es anschließend mit der Fußballlehrer-Lizenz. Von 1984 bis 1999 war er Verbandstrainer des Badischen Fußballverbandes (BFV) in Karlsruhe. Seit Juli 1999 gehört er zum Trainerstab des DFB, wo er bereits die Junioren-Nationalmannschaften von der U 15 bis zur U 17 betreute und als Vertreter Sepp Maiers das Torwart-Training der A-Nationalmannschaft leitete. Außerdem ist er Koordinator und Sportlicher Leiter des DFB-Talentförderprogramms und Trainerausbilder.
1990 schrieb Jörg Daniel, gemeinsam mit Gerhard Hamsen, das Buch Fußball-Jugendtraining. Grundlagen, Übungen, Programme.